# Carmel Muscat
Carmel Muscat (Msida, 1 de novembro de 1961 – Floriana, 29 de julho de 2025) foi um ciclista maltês que competiu no ciclismo nos Jogos Olímpicos de Verão de 1980, representando o Malta.

## Morte
Por volta das 13h45 do dia 29 de julho de 2025, Muscat ficou preso entre a lateral de um ônibus Mercedes Citaro e um muro no Floriana Park & Ride, depois que o veículo vazio se moveu sozinho enquanto estava estacionado. Ele foi levado ao hospital e morreu em decorrência dos ferimentos logo depois.